# Mišljen
Mišljen (cyr. Мишљен) – wieś w Bośni i Hercegowinie, w Republice Serbskiej, w gminie Ljubinje. W 2013 roku liczyła 4 mieszkańców.